# Kecamatan Pandrah
Kecamatan Pandrah (indonesiska: Pandrah) är ett distrikt i Indonesien.   Det ligger i provinsen Aceh, i den västra delen av landet, 1 700 km nordväst om huvudstaden Jakarta.